# G5 (politica)

Logo del Gruppo dei Cinque (Brasile, Cina, India, Messico e Sud Africa)

Per G5 s'intende solitamente il gruppo di paesi formato da:
- Brasile
- Cina
- India
- Messico
- Sudafrica

Questo gruppo di nazioni, considerate come emergenti nell'economia del terzo millennio, forma, insieme al più importante e prestigioso G8 ed all'Egitto, il G14.
Negli ultimi summit del G8, infatti, tali Paesi sono stati invitati a partecipare ad una parte dei lavori. Non si tratta ancora, quindi, di un forum stabile di incontro tra nazioni come il G8, anche se, a margine del G8 dell'Aquila del 2009, il presidente messicano Felipe Calderón ha dichiarato che "a cominciare dal 2010 i paesi vogliono creare un organismo autonomo per spiegare ed esporre la loro visione del nuovo ordine economico internazionale".

## Storia
Il Gruppo dei Cinque è un termine abbreviato dipendente dal contesto per un gruppo di cinque nazioni. La composizione dei cinque e ciò che è racchiuso nel termine è interpretata in modo diverso in tempi diversi. Inizialmente, il termine "Gruppo dei Cinque" o "G5" comprendeva le cinque principali economie del mondo, ma l'uso del termine è cambiato nel tempo. Al giorno d'oggi, il termine tende a descrivere il livello successivo di nazioni le cui economie si erano espanse in modo così sostanziale da essere interpretate nella stessa categoria degli otto principali paesi industrializzati del mondo.

### XX secolo
Il concetto di un forum per le principali democrazie industrializzate del mondo è emerso dopo la crisi petrolifera del 1973 e la successiva recessione globale. Nel 1974 gli Stati Uniti crearono l'informal Library Group, un raduno non ufficiale di alti funzionari finanziari provenienti da Francia, Giappone, Regno Unito, Stati Uniti e Germania Ovest. Questi uomini sono stati chiamati "Library Group" perché si sono incontrati in modo informale nella biblioteca della Casa Bianca a Washington.
Durante gli anni '70, il termine Gruppo dei Cinque venne identificato come le prime cinque principali economie mondiali classificate in base al PIL pro capite. Senza le riunioni informali dei ministri delle finanze del G5, non ci sarebbero state riunioni successive dei leader del G5. Nel 1975, il presidente francese Valéry Giscard d'Estaing invitò altri cinque capi di governo di Italia, Giappone, Regno Unito, Stati Uniti e Germania Ovest a un vertice economico a sei nel castello di Rambouillet. A quel tempo, era impossibile prevedere se questo incontro informale sarebbe stato significativo o solo un evento di pubbliche relazioni.
Negli anni successivi, il gruppo dei leader mondiali si espanse per riflettere i mutati sviluppi economici e politici:
- 1975 - il Gruppo dei Sei (G6)[7]
- 1976 - Il Gruppo dei Sette (G7) è stato creato quando il Canada ha aderito al G6[7]
- 1997 — Il Gruppo degli Otto (G8) si forma con l'adesione della Russia al G7[8]

### 21º secolo
Un'innovazione al vertice del G8 di Gleneagles nel 2005 è stato un "dialogo di sensibilizzazione". Il Regno Unito ha ospitato il vertice annuale dei leader del G8 e ha invitato a partecipare i leader di Brasile, Cina, India, Messico e Sud Africa. L'invito ha indotto i cinque paesi a negoziare tra loro sulla presentazione di posizioni comuni.
Il successo di questa collaborazione ha portato alla crescita del G5 come voce indipendente. Il G5 esprime interessi e punti di vista comuni nella ricerca di soluzioni ai grandi problemi globali.
Numerosi elementi di coesione uniscono il G5 nella promozione di un dialogo costruttivo tra paesi sviluppati e paesi in via di sviluppo.

## Struttura e attività
Il G5 è un gruppo informale di discussione che coinvolge una comunità intenzionale (una comunità residenziale volontaria progettata per avere un alto grado di coesione sociale e lavoro di squadra) o una comunità epistemica (una rete di esperti basati sulla conoscenza che aiutano i decisori a definire i problemi che devono affrontare, identificare varie soluzioni politiche e valutare i risultati). L'appartenenza al G5 è contrassegnata da una serie di attributi e fattori, tra cui:
- un insieme condiviso di credenze normative e di principio, che forniscono una logica basata sui valori per l'azione sociale dei membri della comunità;
- credenze causali condivise, che derivano dalla loro analisi delle pratiche che portano o contribuiscono a un insieme centrale di problemi nel loro dominio e che poi servono come base per chiarire i molteplici collegamenti tra possibili azioni politiche e risultati desiderati;
- nozioni condivise di validità, ovvero criteri intersoggettivi, definiti internamente per soppesare e convalidare la conoscenza nell'ambito della loro competenza;
- un'impresa politica comune, cioè un insieme di pratiche comuni associate a un insieme di problemi a cui è diretta la loro competenza di gruppo[12].

In base alla progettazione, il G5 ha evitato di istituire una struttura amministrativa come quelle di altre organizzazioni internazionali, ma è stato designato un coordinatore per contribuire a migliorare l'efficacia del G5.

### Gruppi non più esistenti
- G22
- G33 (paesi industrializzati)